# Snowhite
Snowhite Records & Artist Management ist ein deutsches Independent-Label mit Sitz in Berlin, das 2009 von der Musikmanagerin Desiree J. Vach gegründet wurde.

## Geschichte
Snowhite Records & Artist Management wurde Anfang 2009 von Desiree J. Vach gegründet. Das Label vertritt deutsche, skandinavische, schweizerische, luxemburgische, französische, US-amerikanische, englische und kanadische Bands in Deutschland, Österreich und der Schweiz und veröffentlichte unter anderem Alben der Bands Zoot Woman, The Sounds und You Say Party. Vertriebspartner ist Good To Go/Rough Trade.
Neben den Tätigkeiten als Label bietet Snowhite zudem Promotion, Management, Music-Consulting und Publishing an. Für letzteres existiert die Edition Snowhite bei Sony/ATV. Im Bereich Promotion von skandinavischen Bands arbeitet Snowhite eng  mit Nordic By Nature zusammen.
Das Label Snowhite Records wird von Desiree Vach und Labelmanager Patrick Daniel geleitet.

## Künstler und Künstlerinnen (Auswahl)
- Abby
- The Blood Arm
- Dogs
- Eight Legs
- Fotos
- The Indelicates
- Nina Attal
- Oum Shatt
- Patrick Richardt
- Rosi Golan
- The Sounds
- Stella
- You Say Party
- Zoot Woman